# Visions de guerra i de reraguarda
Visions de guerra i de reraguarda. Història gràfica de la revolució fou una revista fotogràfica quinzenal a càrrec de la secció d'edicions del Comissariat de propaganda de Catalunya que recopilà i publicà, entre 1937 i 1938, imatges de la Guerra Civil espanyola des de l'òptica del bàndol republicà.

## Descripció
Els quaderns fotogràfics, d'entre 8 i 10 pàgines i amb peus de foto en català i castellà, es publicaren en dues sèries alternades setmanalment. La Sèrie A retrospectiva retrata la resistència oferta al cop militar de juliol de 1936, tant a la ciutat de Barcelona com a Madrid. La Sèrie B actualitats, en canvi, mostra fotografies d'actualitat d'aquells anys a diversos punts de Catalunya i Espanya: imatges del front republicà així com tot tipus d'esdeveniments viscuts per la població durant la Guerra Civil entre 1937 i 1938.
Aquesta revista gràfica s'emmarca dins l'acció propagandística-informativa duta a terme pel Comissariat de Propaganda de la Generalitat de Catalunya durant els anys de guerra. Acció que tindria com a objectius principals aconseguir suport internacional a favor de la causa antifeixista, i mantenir la moral de tant la tropa com la població civil contra la sublevació militar franquista, i que, a més, es caracteritzaria per la defensa i el foment de la llengua i cultura catalana com a reivindicació contra una més que possible pèrdua i anul·lació d'aquesta en cas que la República no guanyés la guerra. Visions de Guerra i Reraguarda constitueix sens dubte un important document de caràcter històric i informatiu que ens apropa mitjançant la fotografia a aquells temps de guerra i revolució.
L'editorial del primer número d'aquesta publicació estableix de manera clara una declaració de valors i principis, a més de funcionar com a bon referent contextual: 
Ha tocat a Catalunya i als altres pobles vius d'Ibèria de fer el sacrifici sagnant d'enfrontar-se amb dues potències en defensa de la Democràcia i de la Llibertat.
Mentre la Societat de Nacions i a tots els països es fan diplomàtics equilibris per a evadir fatals conseqüències, mentre les democràcies d'arreu del món dubten a fer acte de franca solidaritat, a les nostres terres es desenrotllen escenes cruentes, tràgiques visions de guerra i rereguarda.
Sota aquest títol, “Visions de guerra i rereguarda”, aplegarem, en quaderns quinzenals, les escenes que hagin estat copsades per l'aparell fotogràfic, perquè, degudament col·leccionades, siguin, ensems que vergonya per a les nacions passives, ensenyament i estímul per a les futures generacions que seran més democràtiques i més humanes.
Però comencem a publicar-les nou mesos després del seu inici i, per tal que “Visions de Guerra i de Reraguarda” constitueixi la història gràfica completa del moviment antifeixista, es publicarà en dues sèries que seran alternades setmanalment. La Sèrie A retrospectiva, la integraran els fets esdevinguts del 19 de juliol fins a la data del present quadern; i la Sèrie B publicarà les fotografies d'actualitat (el primer número de la sèrie B es publicaria el 17 d'abril de 1937).

## Història
La revista Visions de Guerra i de Reraguarda es publica el 17 d'abril de 1937. A inicis d'aquest any la població civil, que porta 9 mesos en guerra, comença a acusar símptomes de fatiga a causa del conflicte. La idea per part de les autoritats de la República que l'enfrontament no duraria gaire temps i que la sublevació seria sufocada en curt període es desvaneix. La guerra s'allarga sense expectatives de tenir un final proper. És en aquest context que la secció d'edicions del Comissariat de Propaganda de Catalunya, dirigida pel fotògraf Pere Català i Pic, decideix publicar periòdicament un recull de fotografies que reforci moralment a la població i aconsegueixi consolidar els seus ideals antifeixistes, sense oblidar la més que important funció de denúncia que pretén exercir. La resistència de dos enclavaments tan importants per a la República com Barcelona i Madrid és sens dubte la millor elecció per a exaltar el sentiment combatiu de la població civil, localitzacions que, recordem, van resistir gràcies al suport popular i de les tropes fidels a la República. D'aquesta manera es configurara la Sèrie A de la publicació, que es combinaria amb la Sèrie B d'aquesta, més destinada a la cobertura informativa a través de la fotografia, mètode molt eficaç si es tractava de tenir abast internacional i buscar suport de la resta de democràcies europees. Un fet significatiu de la voluntat de difondre més enllà de les fronteres catalanes i espanyoles és la incorporació, a partir del número 16 de la sèrie B, de peus de foto en francès als ja presents en català i castellà.
Visions de Guerra i de Reraguarda arriba a publicar-se durant quasi un any, període en què Català i Pic es manté al capdavant com a director de la secció d'edicions del Comissariat. Amb relació a l'autoria de les fotografies d'ambdues sèries, és possible assegurar que les fotografies de Barcelona corresponen majoritàriament a Agustí Centelles i Miquel Agulló, els quals firmaran un conjunt d'elles, i que les imatges corresponents a Madrid són d'Alfonso Sánchez Portela. En canvi no s'aconsegueixen identificar moltes altres que al quadern apareixen sense rúbrica. A més de les imatges de la resistència a Barcelona i Madrid, podríem destacar altres esdeveniments retratats entre les pàgines d'aquesta revista gràfica tals com les accions de les primeres columnes que sortiren de Catalunya cap al front d'Aragó; els efectes devastadors dels bombardejos de ciutats com Barcelona, València, Lleida, Guernica o Almeria; o actes polítics com la visita del Cònsol rus Olusenko a Barcelona o la constitució dels Governs de la Generalitat; i culturals, com l'Olimpíada Popular a Anvers o diverses exposicions d'art. Una recopilació que a més d'exaltar la lluita antifeixista mitjançant la mostra dels horrors de la guerra, presenta al públic la cultura i forma de vida d'una societat en perill d'esser destruïda.
L'últim número de Visions es publica el 2 d'abril de 1938, havent-se produït fins a la data 8 números de la sèrie A i 20 números de la B.

Per raons D'Interès històric i informatiu aquesta revista gràfica és reeditada gairebé 40 anys després del seu últim exemplar. El juliol del 1977 el facsímil de Visions de Guerra i de Reraguarda surt a la llum sota la direcció de E. Olivé i Serret, que no obstant publicaria únicament la sèrie A d'aquesta. Del pròleg del mencionat facsímil, de Josep Fontana, es citen a continuació algunes paraules que mereixen ser recordades:
Són imatges dramàtiques o heroiques, amb ben pocs moments de respir, com la visió del soldat que veu una gasos –la darrera gasosa abans de sortir de Barcelona-- o la fotografia al carrer, davant de l'estació de França, com de passejants de diumenge als “minuteros” del cap de les Rambles, de tres milicians, un dels quals és una noia d'ulls grans i melancòlics.
No pretenc pas de dir-vos que aquestes imatges representen una ullada veraç i neutral sobre els primers temps de la revolució: que en elles hagi de cercar-se la veritat objectiva d'aquests fets. Els que les van prendre participaven activament en la lluita i estaven moguts per unes concepcions que havien de guiar-los en triar els aspectes que volien remarcar, i fins i tot la forma de presentar-los. Hi ha absències ben visibles. Ja en parlarem seguidament. Hi ha fins i tot una certa manipulació dels testimonis. Un tall oportú ha millorat la plàstica de la famosa fotografia dels guardes d'assalt parapetats darrere els seus cavalls morts, que trobareu al començament d'aquesta col·lecció. En altres casos, la imatge ha sigut deliberadament preparada. “Admirin, si us plau, aquest guarda d'assalt al front d'Aragó (...), en una pose superba i sublim”. L'adjectivació mateixa traeix la artificialitat del cas, perquè l'heroisme autèntic no té lleure per a preparar poses sublims.
Aquestes imatges reflecteixen una realitat, sense falsejar-la, però accetuant-li els trets aquells que es consideraven positius, i ometen, en canvi, els que no els agradaven. La qual cosa serveix, de passada, per a fer-nos veure quina mena de revolució pretenien realitzar. Son imatges parcials, però no són falses. Els homes, els sentiments, la tragèdia, l'heroisme, els punys alçats existiren en la realitat, com ens confirmen tots els testimonis d'aquells dies.

## Continguts
Dissenyat com a quadern apaïsat, Visions de Guerra i de Reraguarda presenta les imatges ordenades per temàtiques, dedicant a vegades números sencers a un esdeveniment concret. Amb portades de serigrafia a color, les seves pàgines es componen de manera senzilla, amb un clar predomini de la fotografia a cada plana i introduïda per peus de foto o breus explicacions a l'inici de cada exemplar.
La fotografia. La Guerra Civil, avantsala de la Segona Guerra Mundial i camp d'experimentació militar, és considerada també des d'un punt de vista comunicatiu un esdeveniment pioner, essent la primera guerra àmpliament fotografiada. I amb una peculiaritat singular, donat que aquest conflicte fou retratat des de la mirada de les seves víctimes: la població civil. Les imatges doncs, presenten el front de guerra republicà igual que mostren la vida de la població civil a la rereguarda, intentant centrar en el seu retrat les penúries a les que aquesta va ser sotmesa, en aquest cas per l'ofensiva sublevada. Són fotografies aquestes plenes de cares humanes, que reflecteixen l'horror de la guerra als seus rostres; o repletes de destrucció, mostrant l'efecte de les bombes sobre la ciutadania en un exercici clar de denúncia.
La fotografia al front té en canvi un caràcter heroic i combatiu, de victòria i resistència tant militar com popular. Imatges escollides amb molta cura i intenció, mostrant desfilades militars, avançades de les milícies o escenes de triomf sobre l'enemic, algunes, com és el cas de la fotografia de Centelles dels milicians parapetats rere els seus cavalls morts, fàcilment identificables com preparades. Al mateix temps, no es mostren gairebé escenes de mort o violència, i en tal cas són víctimes republicanes les que es retraten. Totes elles destinades sens dubte a donar alè a combatents i civils per continuar la lluita. Per tant, l'ús de la imatge és clarament ideològic i parcial, acompanyant-se de títols i descripcions magnificadores que descriuen al soldat republicà com a heroi. Això no obstant, i d'acord amb les paraules de Josep Fontana, no són fets inventats. L'omissió dels aspectes negatius del bàndol republicà és evident, però allò que apareix a les pàgines de Visions, aquells aspectes positius de victòria i revolució, van tenir lloc. Així podem concloure que es mostra una realitat esbiaixada, però no falsejada.
Les altres imatges de rereguarda estan destinades a mostrar esdeveniments de la societat en guerra. Un retrat amb intencions de transmetre el compromís de la societat civil i de les autoritats envers la causa antifeixista, i de posar en relleu el caràcter just i democràtic d'aquesta. D'aquesta manera s'exhibeixen imatges del Govern de la Generalitat present a actes públics, mítings, homenatges o manifestacions; o alliberaments de soldats enemics o judicis a oficials sublevats.
Peus de foto i descripcions. Fonamentals en la funció ideològica i política de la publicació, la seva combinació amb la imatge completa la significació pretesa. Els peus de foto són textos concisos i contundents, que enalteixen tota acció republicana i revolucionaria i descriuen als combatents com a valents actors i víctimes d'una guerra provocada pel cruel bàndol enemic. Textos amb una clara pretensió propagandística que, tot i així, descriuen successos reals.
Entre les pàgines d'aquesta publicació trobem també un altre tipus de textos. Són aquells destinats a destacar la funció informativa d'aquesta i del mateix Comissariat de Propaganda, completament involucrat amb la lluita antifeixista. Alguns exemples:
Visions de guerra i reraguardia viu al uníson de la revolució; els seus números representen els batecs sentimentals del poble català, que lamenta tant ses pròpies contrarietats com les que pateixen les regions germanes.

Visions de guerra i rereguarda ora dedica el seu número a la bàrbara destrucció de Guernica, ora al bombardeig de la capital o dels pobles catalans. Sempre, però, batega en el seu desig de pau, de treball, i de confraternitat amb les demés regions peninsulars, esperant que el sentiment antifeixista més humà triomfi sobre aquesta covardia que es presenta alevosament contra les ciutats pacífiques.

## Sumari
A continuació s'indica breument el contingut de cada publicació de Visions: 
Sèrie A retrospectiva. La resistència de Barcelona i Madrid a la sublevació militar de juliol de 1936
- Núm. 1. Barcelona, 24 d'abril de 1937. Imatges dels combatents del 19 de juliol a Barcelona
- Núm. 2. Barcelona, 15 de maig de 1937. Imatges dels combatents del 19 de juliol a Barcelona
- Núm. 3. Barcelona, 12 de juny de 1937. Imatges dels dies posteriors a la victòria contra la sublevació a Barcelona. La “Columna Durruti”: una de les primeres a marxar cap al front d'Aragó.
- Núm. 4. Barcelona, 24 de juny de 1937. Sobre la sortida cap als seus països d'origen dels esportistes estrangers que anaven a participar en l'Olimpíada Popular de Barcelona el 19 de juliol de 1936 a Barcelona. Es mostren també els judicis contra els militars sublevats en Barcelona: judicis al general Goded, i als oficials Varela, López Amor i Lizcano de la Rosa.
- Núm. 5. Barcelona, 31 de juliol de 1937. Número que homenatja al poble madrileny per la seva victòria sobre els militarts sublevats.
- Núm. 6. Barcelona, 14 d'agost de 1937. Sobre la victòria a Madrid sobre la sublevació. Imatges del “Cuartel de la Montaña” i voltants el 20 de juliol de 1936.
- Núm. 7. Barcelona, 28 d'agost de 1937. Sobre la batalla al front d'Aragó i la conquesta, per part de la República, del poble de Siétamo (setembre de 1936).
- Núm. 8. Barcelona, 9 d'octubre de 1937. Sobre la commemoració a Barcelona dels fets del 6 d'Octubre el 1936 i la visita del Cònsl rus Olusenko a Barcelona.

Sèrie B actualitat
- Núm. 1. Barcelona, 17 d'abril de 1937. Sobre els batallons milicians, els presoners de guerra italians i magrebins, i diverses personalitats del Govern de la Generalitat.
- Núm. 2. Barcelona, 1 de maig de 1937. Sobre els projectils italians, l'Hospital Clínic de Madrid destruït, presoners alliberats a Barcelona i els membres del Govern de la Generalitat.
- Núm. 3. Barcelona, 21 de maig de 1937. Sobre les tropes republicanes al front d'Aragó, i la rereguarda a Madrid i Barcelona.
- Núm. 4. Barcelona, 29 de maig de 1937. Sobre el bombardeig i la rereguarda a Guernica, i la rereguarda a Casp i Cadals d'Estrac.
- Núm. 5. Barcelona, 5 de juny de 1937. Dedicat als bombardejos de Barcelona.
- Núm. 6. Barcelona, 19 de juny de 1937. Número dedicat als bombardejos en la ciutat de València del 14 de febrer, del 23 de febrer, el 7 de març i el 27 d'abril de 1937.
- Núm. 7. Barcelona, 3 de juliol de 1937. Dedicat en la seva totalitat als bombardejos i completa destrucció de la ciutat d'Almeria per part de l'aviació i tropa naval alemanya el 20 de maig de 1937.
- Núm. 8. Barcelona, 17 de juliol de 1937. Dedicat als actes del Govern de la Generalitat de Catalunya.
- Núm. 9. Barcelona, 7 d'agost de 1937. Sobre la visita del President de la Generalitat, Lluís Companys, al front d'Osca.
- Núm. 10. Barcelona, 21 d'agost de 1937. Sobre l'exposició de cartells de les Joventuts Socialistes Unificades a la ciutat belga de Kortrijk, i l'Olimpíada Popular a Anvers.
- Núm. 11. Barcelona, 11 de setembre de 1937.
- Núm. 12. Barcelona, 25 de setembre de 1937. Sobre el front de Colmenar Viejo.
- Núm. 13. Barcelona, 2 d'octubre de 1937. Sobre el front d'Aragó i la batalla a la localitat de Belchite.
- Núm. 14. Barcelona, 23 d'octubre de 1937. Sobre el bombardeig de la ciutat de Barcelona el 8 d'octubre de 1937.
- Núm. 15. Barcelona, 30 d'octubre de 1937. Número dedicat a l'exèrcit de la República combatent al front d'Aragó.
- Núm. 16. Barcelona, 13 de novembre de 1937. Sobre els bombardejos a Barcelona i Lleida el 25 d'octubre de 1937, i sobre els nens morts a la guerra.
- Núm. 17. Barcelona, 22 de gener de 1938. Dedicat als combats a Terol.
- Núm. 18. Barcelona, 12 de febrer de 1938. Dedicat als combats a Terol.
- Núm. 19. Barcelona, 12 de març de 1938. Sobre els combats de les tropes republicanes a Madrid.
- Núm. 20. Barcelona, 2 d'abril de 1938. Sobre els combats a Madrid.